# 코원시스템
코원시스템(영어: COWON)은 대한민국의 전자 기업이다. 1995년 4월에 박남규, 정재욱에 의해 거원시스템으로 설립되어 이듬해인 1996년 10월에 법인으로 전환하였다. 2005년 3월 25일 코원시스템으로 사명을 변경하였다. 판매하는 제품 중 MP3 플레이어와 PMP, 음악 재생 소프트웨어인 제트오디오가 잘 알려져 있다.

## 소프트웨어

### 제트오디오
제트오디오(JetAudio)는 음악 재생, 오디오 CD 리핑 등의 기능을 지원하는 무료 소프트웨어이다. 2016년 4월 24일 8.1.5 버전까지 개발되어 있다.
유료버전을 구입할 시 BBE음장, 녹음확장팩 등 고급기능을 추가 이용할 수 있다.
제트오디오 - 미디어센터는 코원시스템이 개발한 mp3, PMP, NAVI, MID를 보다 효율적으로 관리할 수 있도록 개선되었다.

### 엔블릭
엔블릭(enblic)은 코원이 자체적으로 개발한 대한민국 유일의 하키 게임으로서 정통 아이스하키 게임에 인라인 스케이트를 접목시킨 온라인 스포츠 게임이다.

### 음장
코원의 mp3, PMP, NAVI에는 미국 BBE社의 음장인 BBE가 탑재되어 있다. BBE음장은 압축된 오디오를 원음에 최대한 가깝게 복원해준다. 코원은 2009년 출시된 제품들에는 BBE+음장을 탑재하였다. 또한 자체 개발 음장인 JetEffet는 보다 다양한 음을 구연할 수 있도록 한다. 최근 JetEffect 3.0에 이은 JetEffect 5 발표로 보다 향상된 음질을 구현한다.
- BBE : 음을 보다 선명하게 해준다.
- MachBass : 저음 영역을 강화시켜준다.
- MP Enhance : 손실된 음영역을 자체적으로 복원해준다.
- 3D Surround : 공간감을 향상시켜준다.

## MP3 플레이어
플래시 메모리 제품군
CW시리즈
- iAUDIO CW100
- iAUDIO CW100S
- iAUDIO CW200
- iAUDIO CW300
- iAUDIO CW250

C시리즈
- COWON C2
- COWON C2 DMB

D시리즈
- COWON D2
- COWON D2 DMB
- COWON D2+
- COWON D2+ DMB

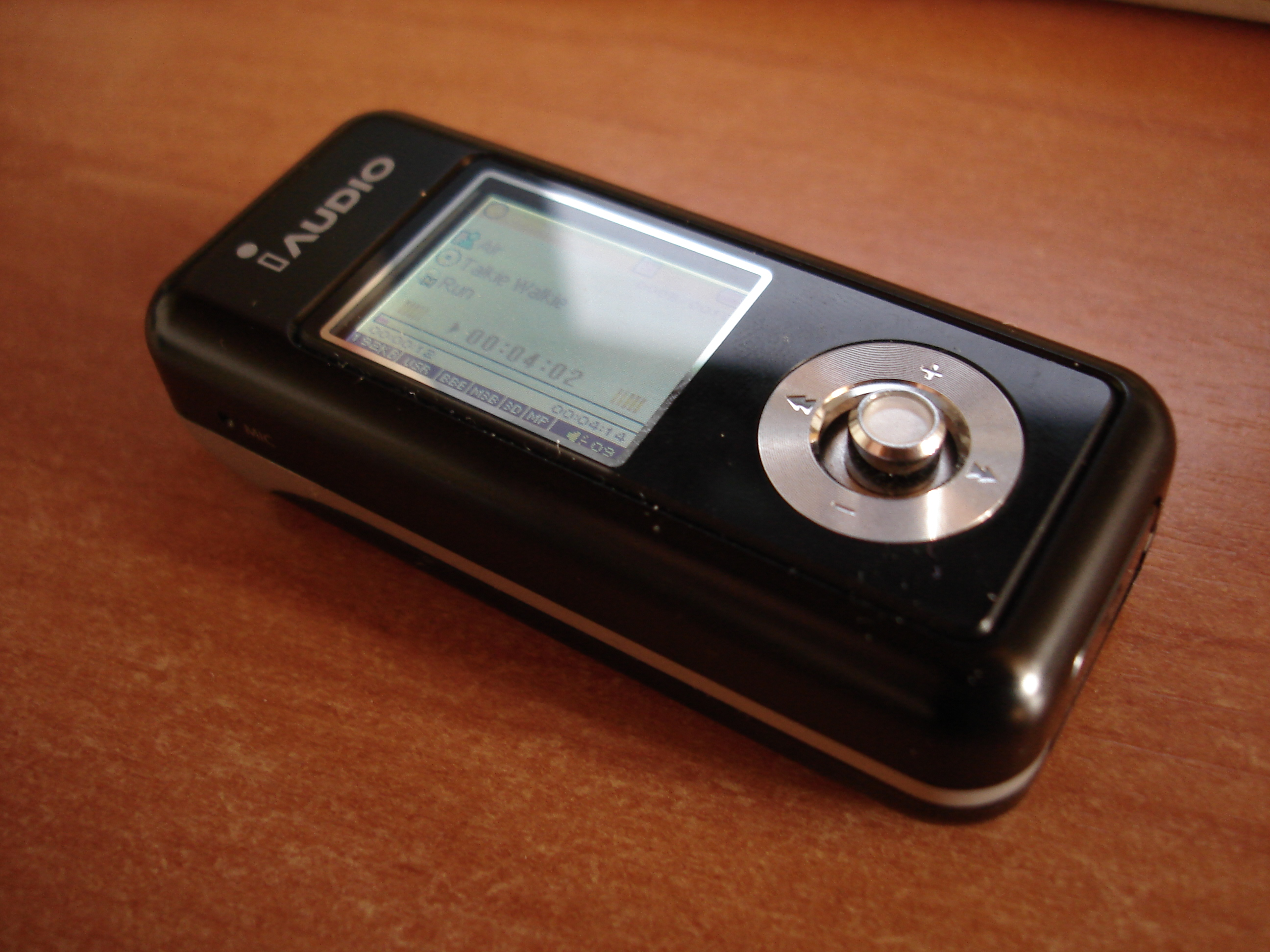
iAUDIO U3

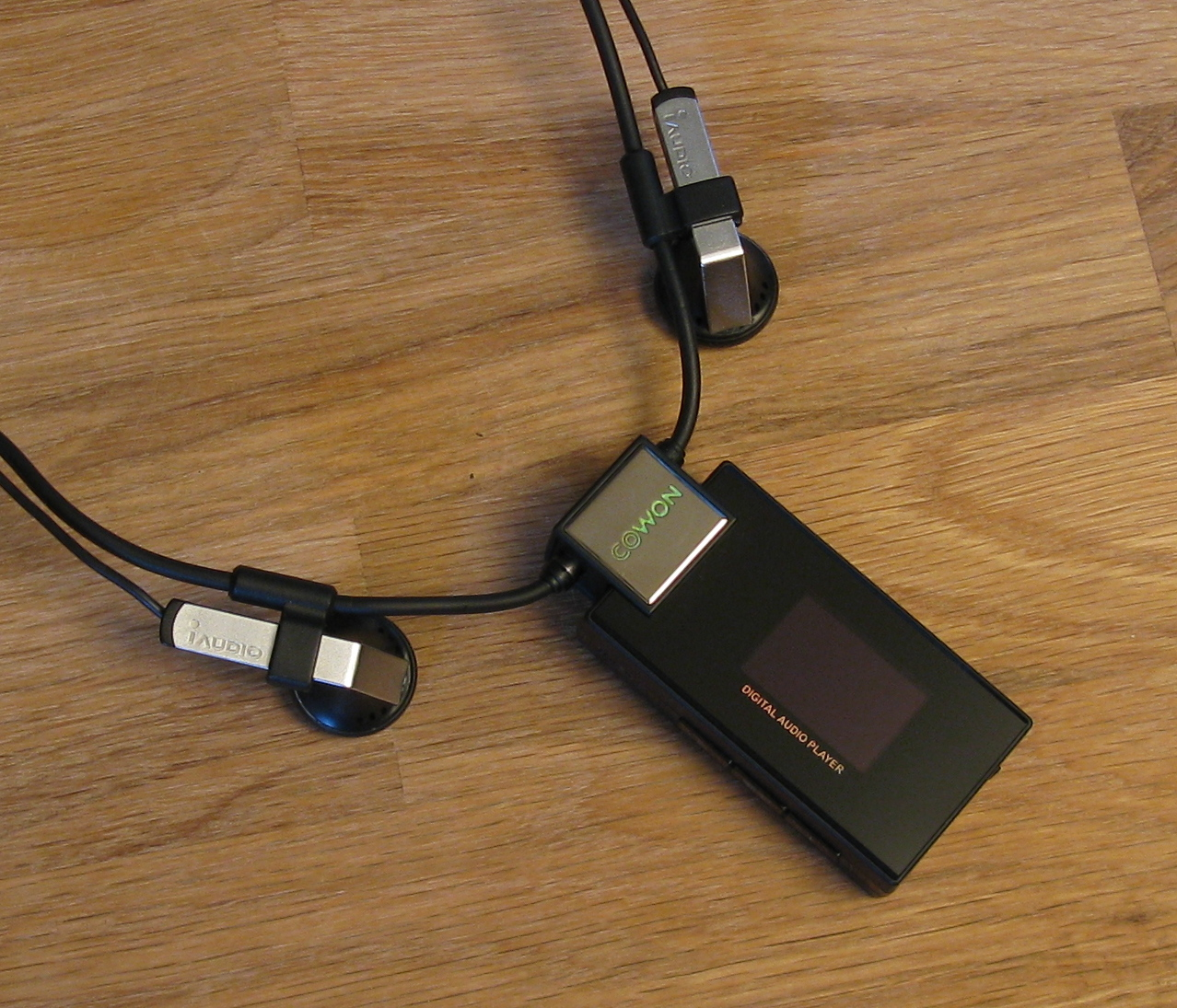
iAUDIO T2

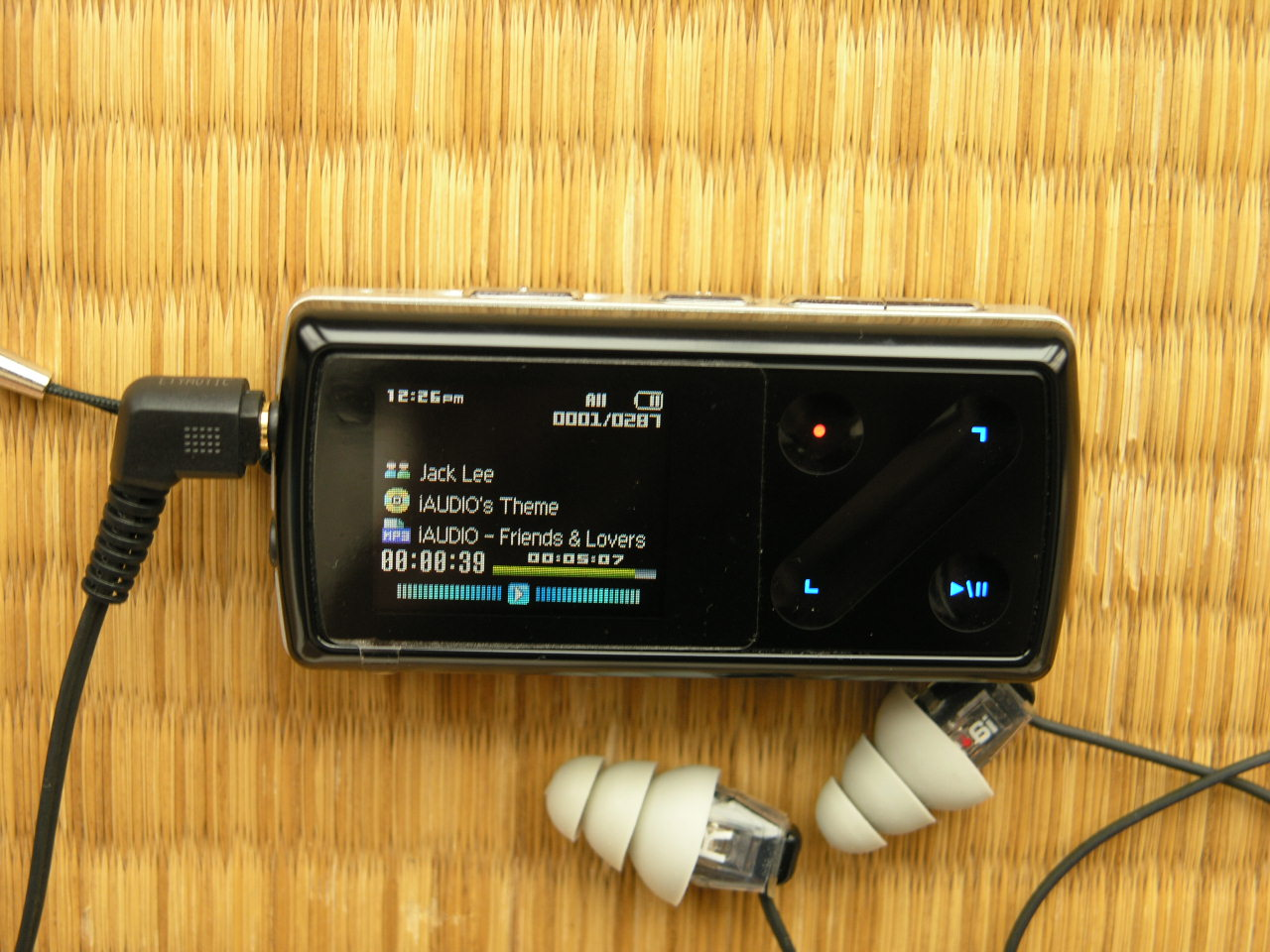
iAUDIO 7

COWON S9

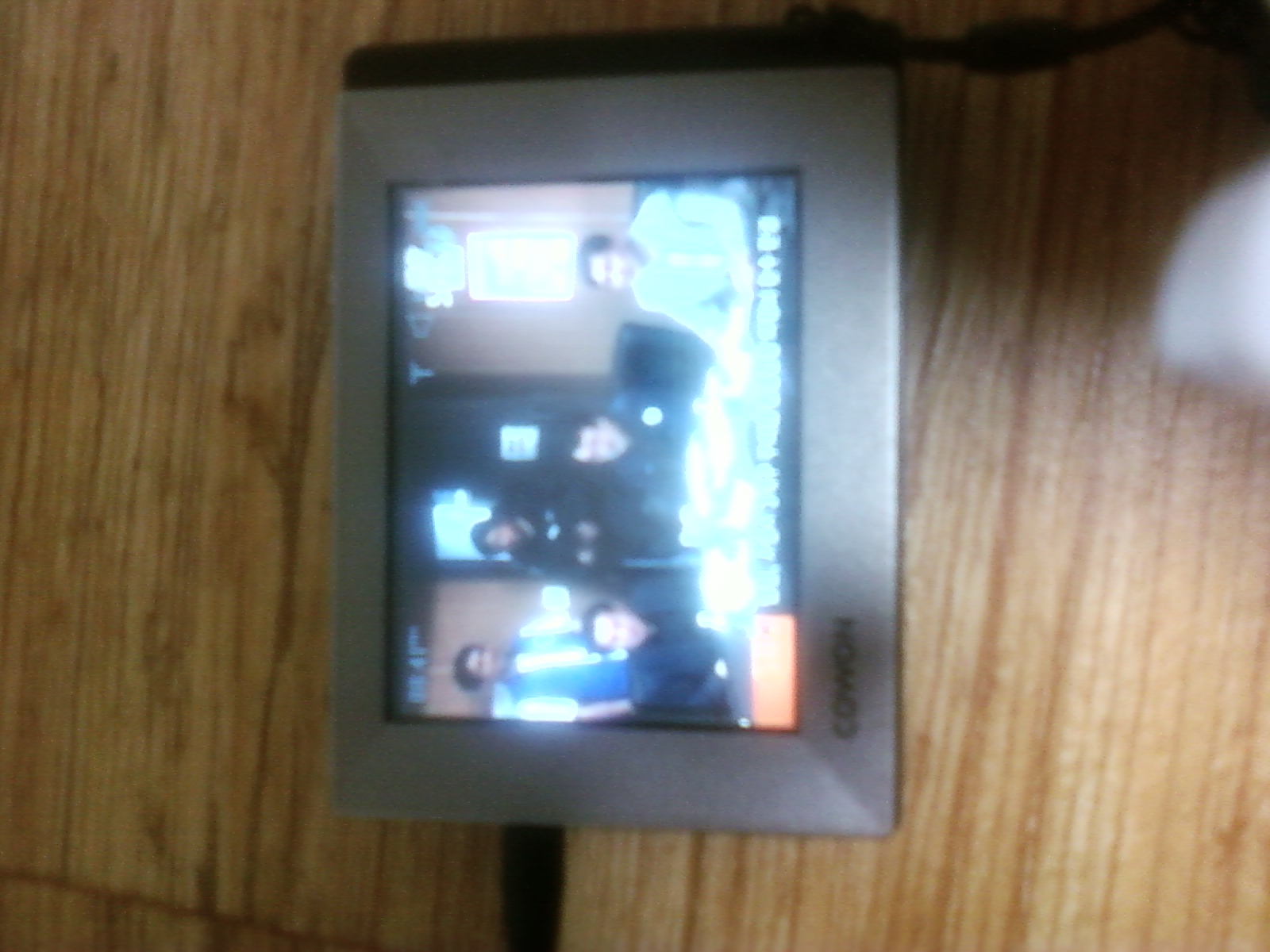
COWON D2+

- COWON D3 Plenue (Android 2.3)
- COWON D3 Plenue DMB (Android 2.3)
- COWON D3 Pro (Android 2.3/기존 D3 Plenue 사용자는 펌웨어 업그레이드로 사용가능/Wi-Fi 사용불가)
- COWON D3 Pro DMB (Android 2.3/기존 D3 Plenue DMB 사용자는 펌웨어 업그레이드로 사용가능/Wi-Fi 사용불가)

E시리즈
- iAUDIO E2
- iAUDIO E3

F시리즈
- iAUDIO F1
- iAUDIO F2

G시리즈
- iAUDIO G3
- iAUDIO G2

i시리즈
- iAUDIO 4
- iAUDIO 5
- iAUDIO 7
- iAUDIO 9
- iAUDIO 10
- iAUDIO 9+

J시리즈
- COWON J3
- COWON J3 DMB

M시리즈
- COWON M2

S시리즈
- COWON S9
- COWON S9 DMB

T시리즈
- iAUDIO T2

U시리즈
- iAUDIO U2
- iAUDIO U3
- iAUDIO U5

Z시리즈
- COWON Z2 Plenue (Android 2.3)

고음질 오디오 플레이어 제품군
플레뉴(PLENUE) 시리즈
- 플레뉴 1
- 플레뉴 M
- 플레뉴 D
- 플레뉴 S
- 플레뉴 M2
- 플레뉴 2
- 플레뉴 R
- 플레뉴 J
- 플레뉴 V
- 플레뉴 L
- 플레뉴 D2
- 플레뉴 R2

하드 디스크 제품군
i시리즈
- iAUDIO 6

M시리즈
- iAUDIO M3
- iAUDIO M3L
- iAUDIO M5
- iAUDIO M5L

X시리즈
- iAUDIO X5
- iAUDIO X5L

## PMP

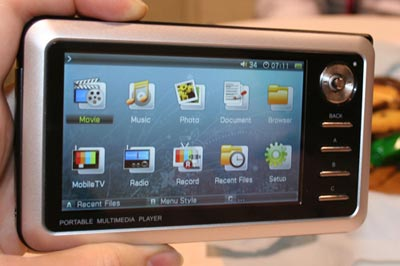
COWON A3

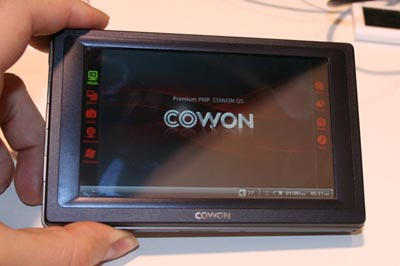
COWON Q5

#### 하드 디스크 제품군
- COWON A2
- COWON A3
- COWON Q5 Study
- COWON Q5
- COWON Q5 Navi
- COWON P5 Study
- COWON P5
- COWON P5 Navi
- COWON X7
- COWON X7 DIC

#### 플래시 메모리 제품군
- COWON O2
- COWON O2 DIC
- COWON O2 DMB
- COWON V5
- COWON V5 DIC
- COWON V5 DMB
- COWON V5W
- COWON 3D
- COWON V5S
- COWON R7
- COWON A5 Plenue (Android 2.3)
- COWON G7
- COWON T5
- COWON X9
- COWON STUDY PRO
- COWON STUDY PRO 10
- COWON STUDY PRO V7

## 전자사전
- COWON Q7 Plenue (Android 2.3)

## 차량용 블랙박스
- COWON AC1
- COWON AD1
- COWON AW1
- COWON AE1
- COWON AE2

## 내비게이션
- COWON N2
- COWON L2 Standard
- COWON L2 TC
- COWON L2 TPEG
- COWON N3 Standard
- COWON N3 TPEG
- COWON N3 Wood Grain
- COWON L3 Standard
- COWON L3 TPEG
- COWON Q5 Navi
- COWON Q5/P5 Navi Kit

## MID
- COWON W2
- COWON W2 SSD

## USB 메모리
- COWON UM1

## 같이 보기
- 제트오디오
- 코원 D2